# Crayenest
Crayenest, ook wel Kraijenest, is een voormalige buurtschap in de gemeente Heemstede en was gelegen tussen het centrum van het dorp en de gronden van de Haarlemmerhout.

## Geschiedenis
De gronden rond Crayenest werden in de 15e eeuw geëxploiteerd door het Grote of Sint Elisabeths Gasthuis dat was gevestigd aan de Botermarkt en na de Stadsbrand van Haarlem in 1576 gevestigd aan de Stadsbuitensingel, aan het gedeelte dat nu de Gasthuissingel wordt genoemd, in Haarlem.
De gronden werden op 5 april 1461 door hertog Filips de Goede verpacht. De overdrachtsakte werd op 12 oktober bevestigd door Heer Jan van Heemstede. Door de verpachting aan boeren, en aan blekers vanaf eind 16e eeuw, leverden deze afgezande gronden als bouw- en weilanden geld op, deze gelden kwamen ten goede aan de regenten van het ziekenhuis. Omstreeks 1465 werd de gelijknamige zandvaart Craijenestervaart gegraven. Deze vaart werd aanvankelijk Gasthuisvaart genoemd.
In 1801 vroegen de regenten van het Gasthuis de municipaliteit Haarlem om het onderhoud van de vaart en van enige wegen en bruggen voor rekening van het stadsbestuur te nemen. Op 24 september 1908 werd pas besloten dat onderhoud van onder andere de Craaijenestervaart aan de gemeente Heemstede werd overgedragen. Sinds de annexatie van 1927 vormt de vaart ten dele de grens tussen Haarlem en Heemstede.

## Naamgeving
De oorsprong van de naam Crayenest (ook gespeld als Crayenhorst) is niet met volledige zekerheid vast te stellen. Een voor de hand liggende verklaring is dat de naam verwijst naar het nest van een kraai (kraai + nest), zoals gebruikelijk bij toponiemen die uit natuurlijke elementen zijn opgebouwd.
Een alternatieve, maar historisch minder waarschijnlijke overlevering stelt dat de naam teruggaat op een adellijk geslacht met de naam Van Krayenhorst. Volgens deze overlevering zou deze familie over een slot hebben beschikt in de omgeving van de Crayenhorstergracht, nabij de huidige Nassaulaan in Haarlem.
De rijkarchivaris mr. J.W. Groesbeek opperde de hypothese dat het genoemde slot zich in dit gebied bevond, en dat de Crayenhorstergracht mogelijk (deels) diende als slotgracht. Na de moord op graaf Floris V in 1296 zouden de bezittingen van de familie Van Krayenhorst zijn geconfisqueerd, waarna het vermeende slot niet is herbouwd.
De latere hofstede Te Crayenest dateert uit de 17e eeuw en is van een veel latere oorsprong dan het vermeende middeleeuwse slot.